# Coreca
Coreca Italiaans: [koreka], luisterⓘ is een plaats (frazione) in de Italiaanse gemeente Amantea. De plaats ligt in de provincie Cosenza, nabij de grens met Campora San Giovanni. In het plaatselijke dialect, dat gerekend wordt tot de Calabrische dialecten, wordt het dorp Coraca genoemd.

## Geografie

### Border en territorium
De zuidelijke Tyrreense Zee ligt ten westen van Coreca en de stad Amantea in het zuiden, waar de grens begint bij Campora San Giovanni. Het gebied bestaat voornamelijk uit een rotsachtige buitenwijk en het stadscentrum ligt in de vlakte. Het omvat ook een heuvelachtig gebied en brede stranden. Het klimaat is typisch mediterraan, gekenmerkt door milde en vochtige winters en hete, droge en winderige zomers met een hoog percentage zonnige dagen.

## Economie
De grootste bron van inkomsten in Coreca, evenals in het nabijgelegen Campora San Giovanni, is de toerisme- en hotelsector aan de pittoreske kustlijn. Een van de meest populaire attracties is het Coreca Reef, dat sinds de jaren zestig is gefotografeerd en wordt gebruikt door amateur-radio-enthousiasten. Er zijn ook een paar kleine fabrieken waar voedsel, meubels en machines worden vervaardigd.

## Dorpen
Vanaf 2017 is het grondgebied van Coreca verdeeld in de volgende dorpen:
| - Formiciche - Giascogne ( Juascugnu in het lokale dialect) - Grotte ( i Grutti in het lokale dialect) | - La Pietra ( a 'Petraja in het lokale dialect) - Marinella (vanaf 2011) - Oliva (vanaf 2011) | - Stritture (tot 2008, later overgedragen aan Campora San Giovanni en opnieuw tot 2011) - Salto da Zita - Scogliera |

## Monumenten en bezienswaardigheden

### Kerk van Onze Lieve Vrouw van de Engelen
Op 1 oktober 1964 begon de bouw in de Coreca-kerk, gewijd aan Onze-Lieve-Vrouw van de Engelen. De bouwwerkzaamheden werden voltooid in 1965. De stijl is modern maar eenvoudig en de kerk biedt plaats aan 65 personen. Elk jaar op het ceremoniefestival (22 augustus) is er een mars door de straten van het stadscentrum.

### Madonna degli Angeli vierkant
Voortbouwen op het plein begon op 5 mei 2005 na een gemeentelijke beslissing van 2 april 2003. Het kleine maar pittoreske plein huisvest de zomermogelijkheden van de stad en wordt sinds 2015 genoemd naar Madonna degli Angeli ("Onze Lieve Vrouw van de Engelen"). nabijgelegen kerk en de aanwezigheid van een kleine nis met een afbeelding van Onze-Lieve-Vrouw. Het plein wordt sinds 2013 beheerd en onderhouden door een plaatselijke toeristenbond.

### Coreca grotten
Een heel belangrijk gebied in het gebied zijn de Coreca-grotten, ooit het antieke Temesa-tijdperk en toen, tijdens de Tweede Wereldoorlog, een schuilplaats voor lokale bewoners en magazijnen voor Anglo-Amerikaanse soldaten. Later werd het gebruikt voor Kerstmis en Pasen gelegenheden, tot de vroege 2000's.

### Toren van Coreca of "Turriella"
De toren, waarvan de eerste verdieping gedeeltelijk is gevallen, is van historisch belang omdat het een smeltkroes van stijlen is die door de eeuwen heen zijn gevolgd. Het werd aanvankelijk gebruikt als een gezichtspunt door Arabieren en daarna door Noormannen, nazi troepen en Anglo-Amerikaanse troepen tijdens de Tweede Wereldoorlog. Het ligt ten noorden van Coreca, op de hellingen van de heuvel Tuvulo.

## Foto's

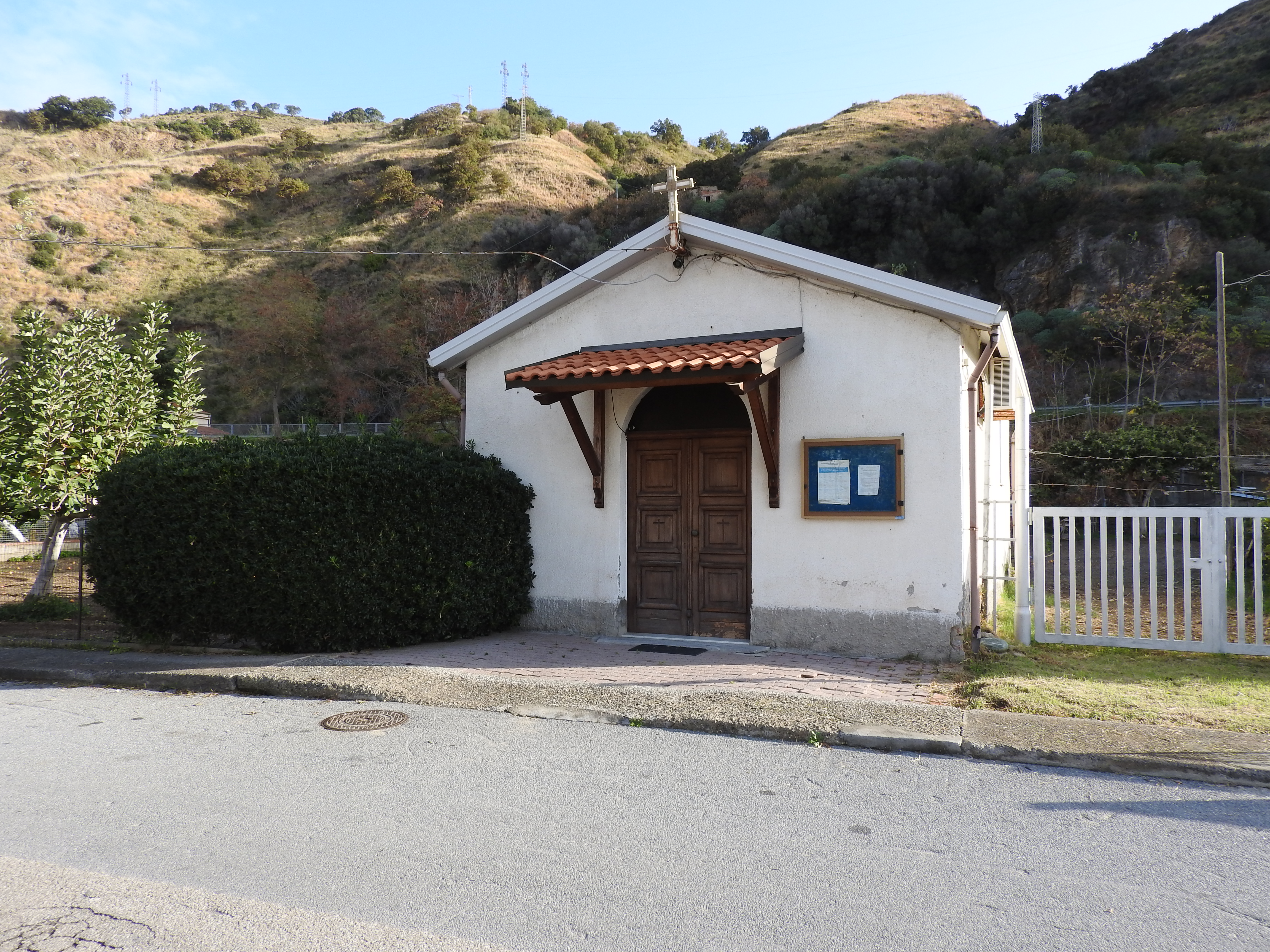
Kerk van Onze-Lieve-Vrouwe-engel in Coreca
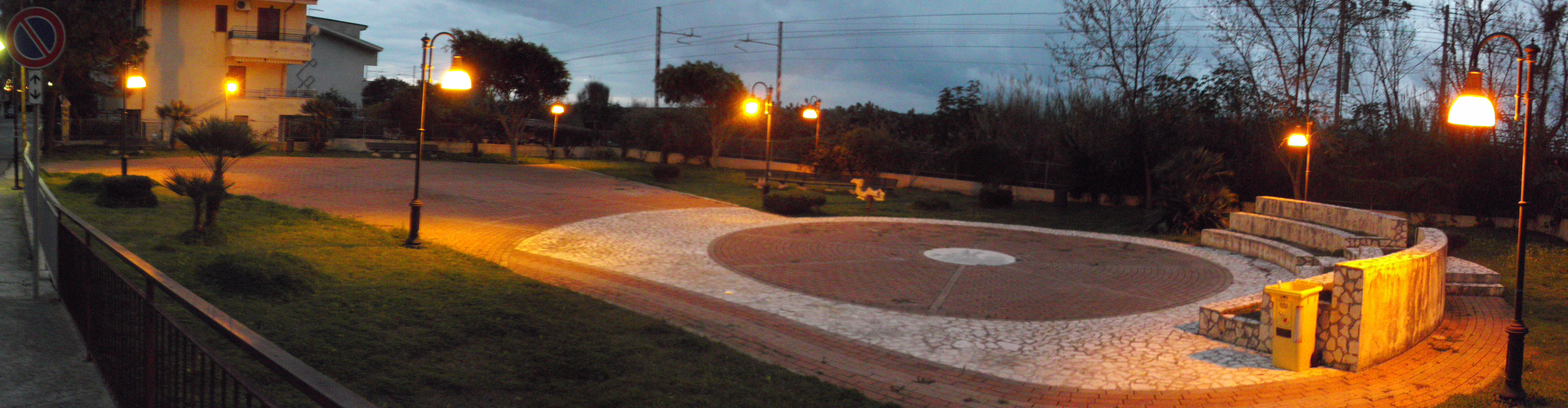
Het plein van Coreca in een avondweergave
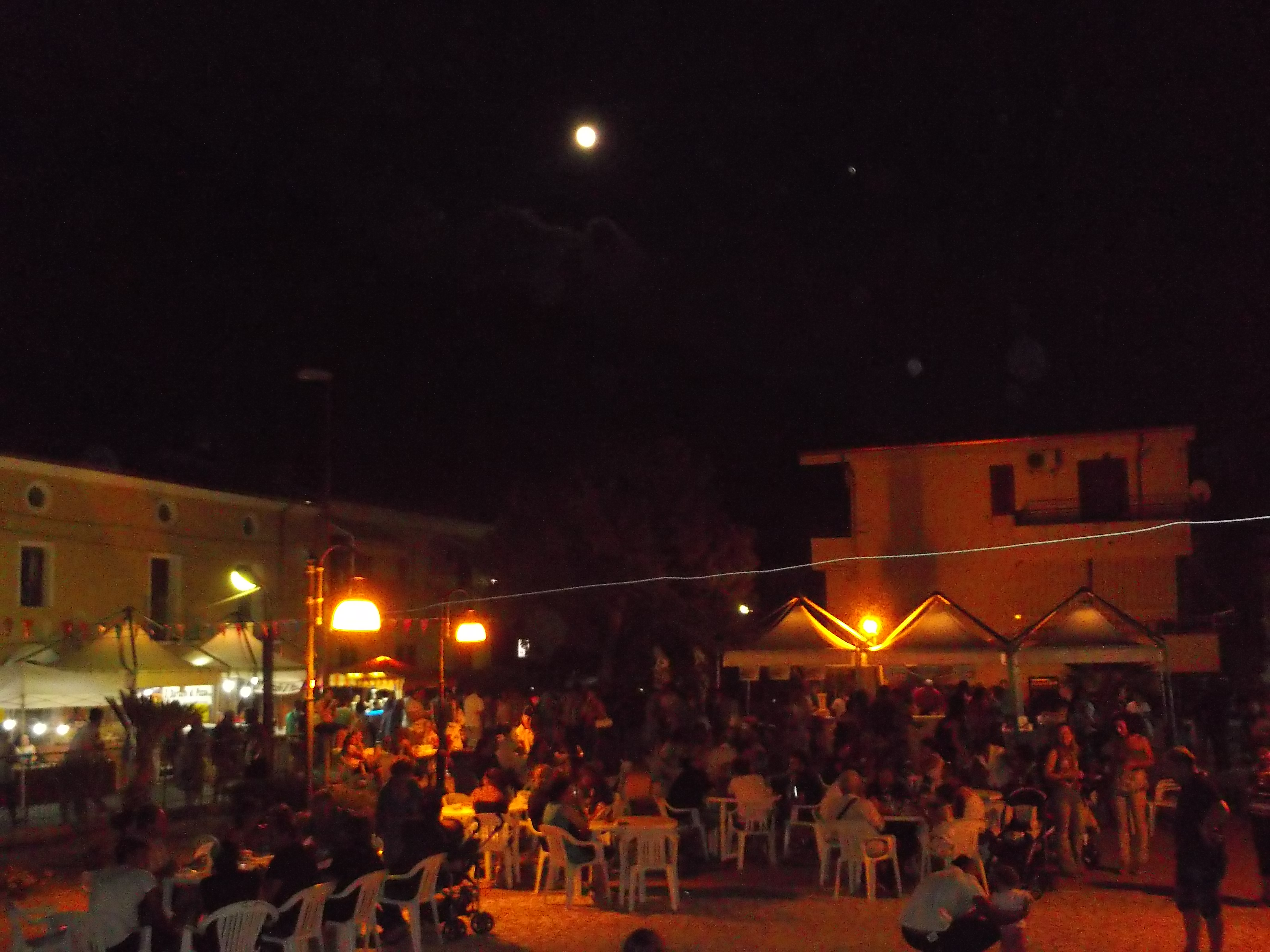
Het plein van de Coreca in een nachtelijke weergave
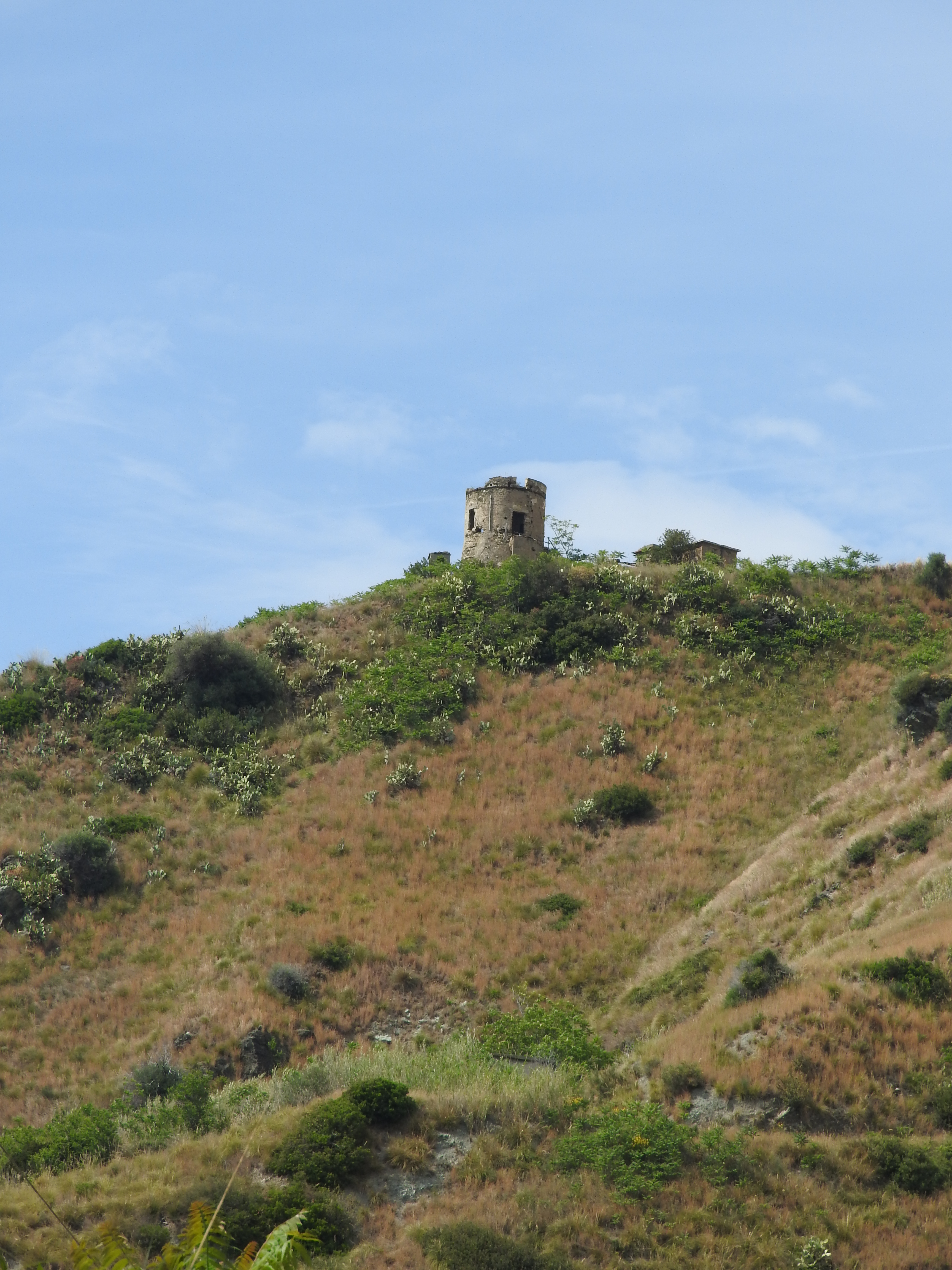
De Toren "Turriella"
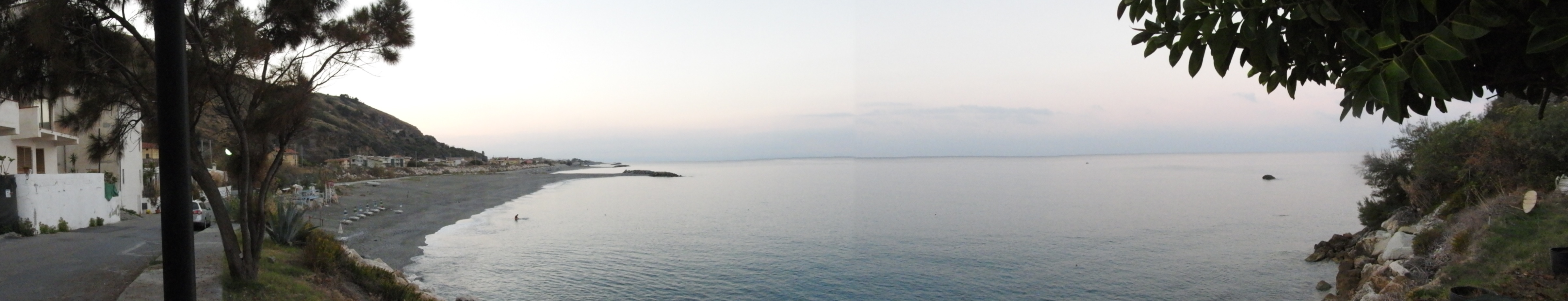
De baai van Coreca
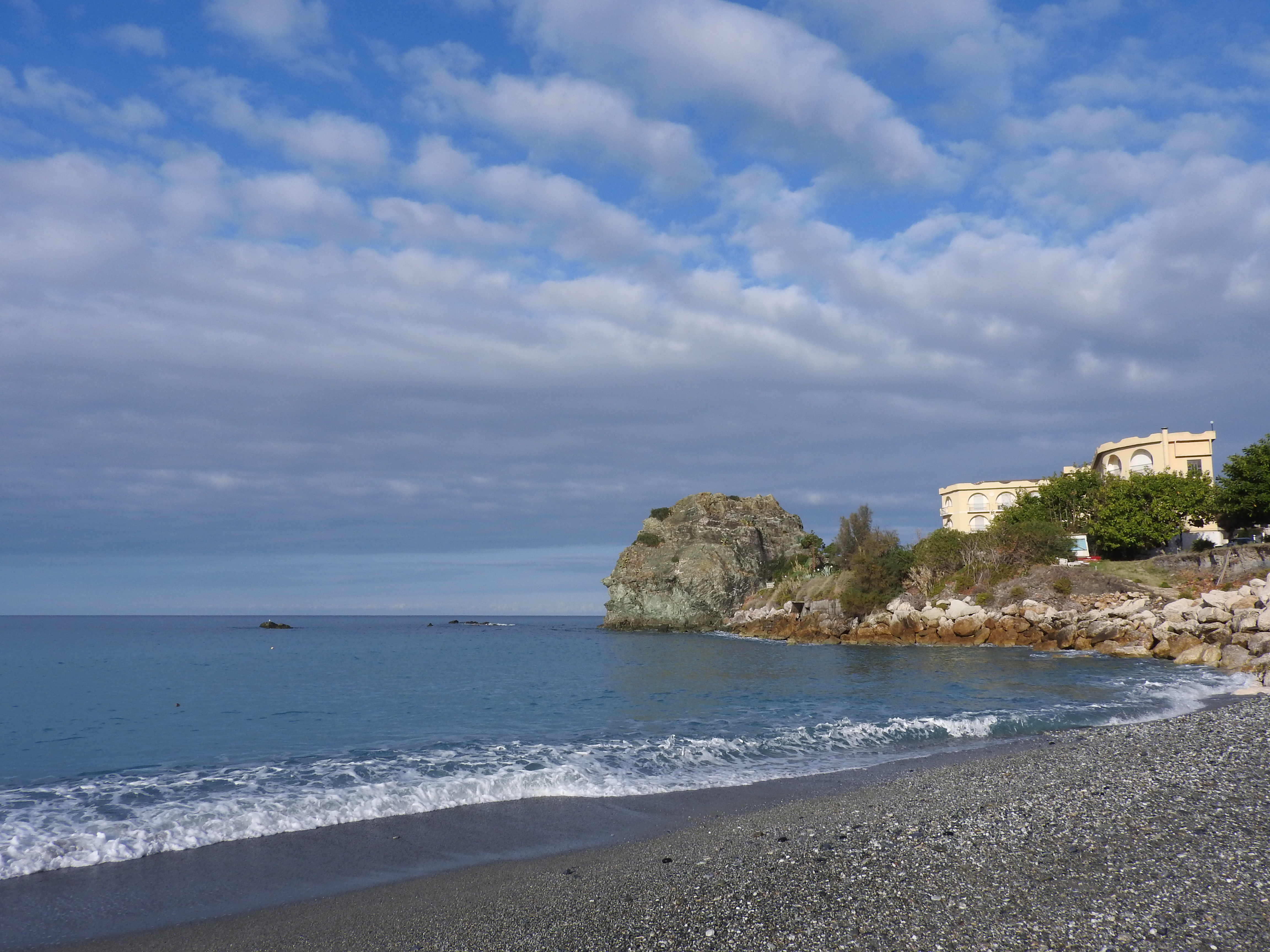
Coreca strand vanaf La Scogliera
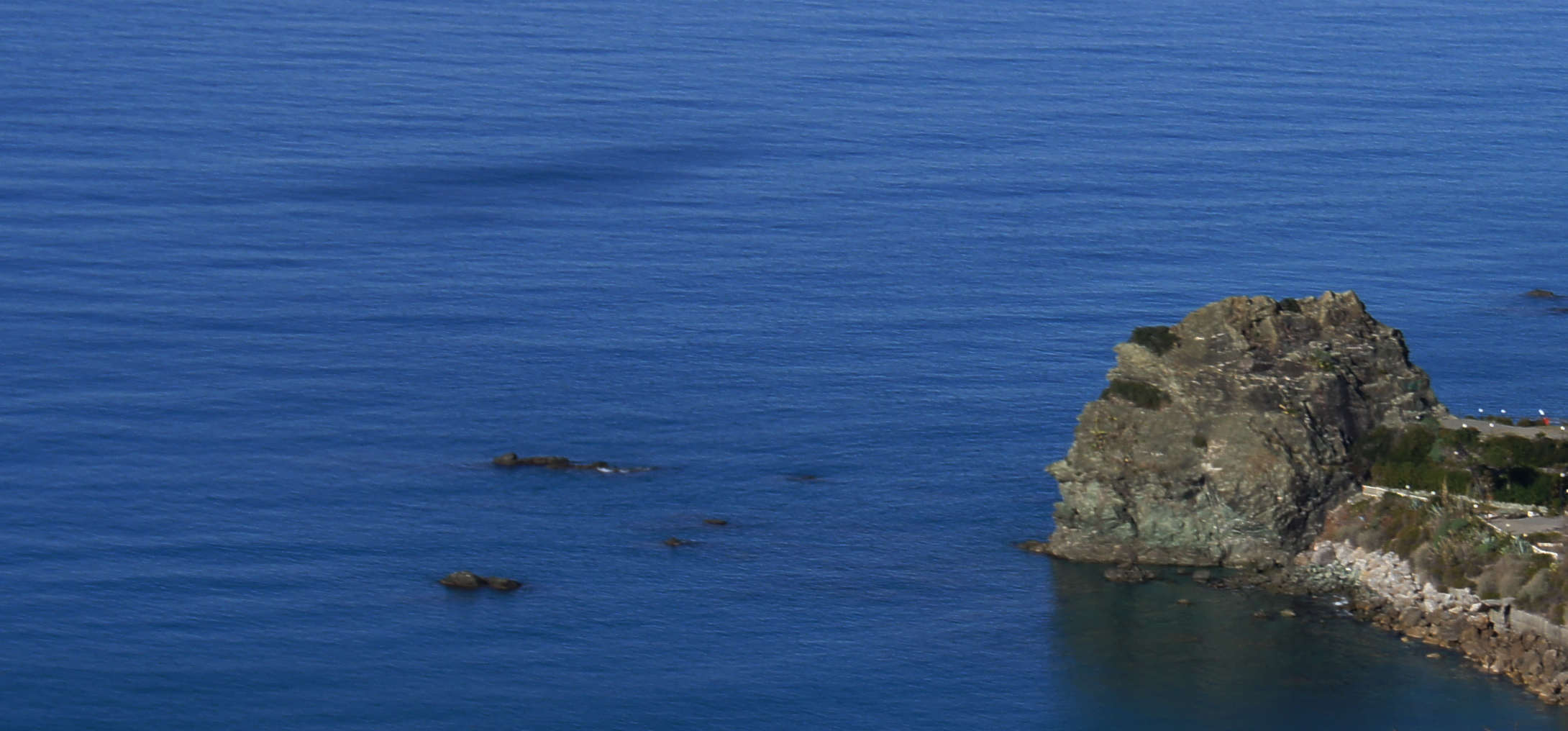
Coreca's riffen
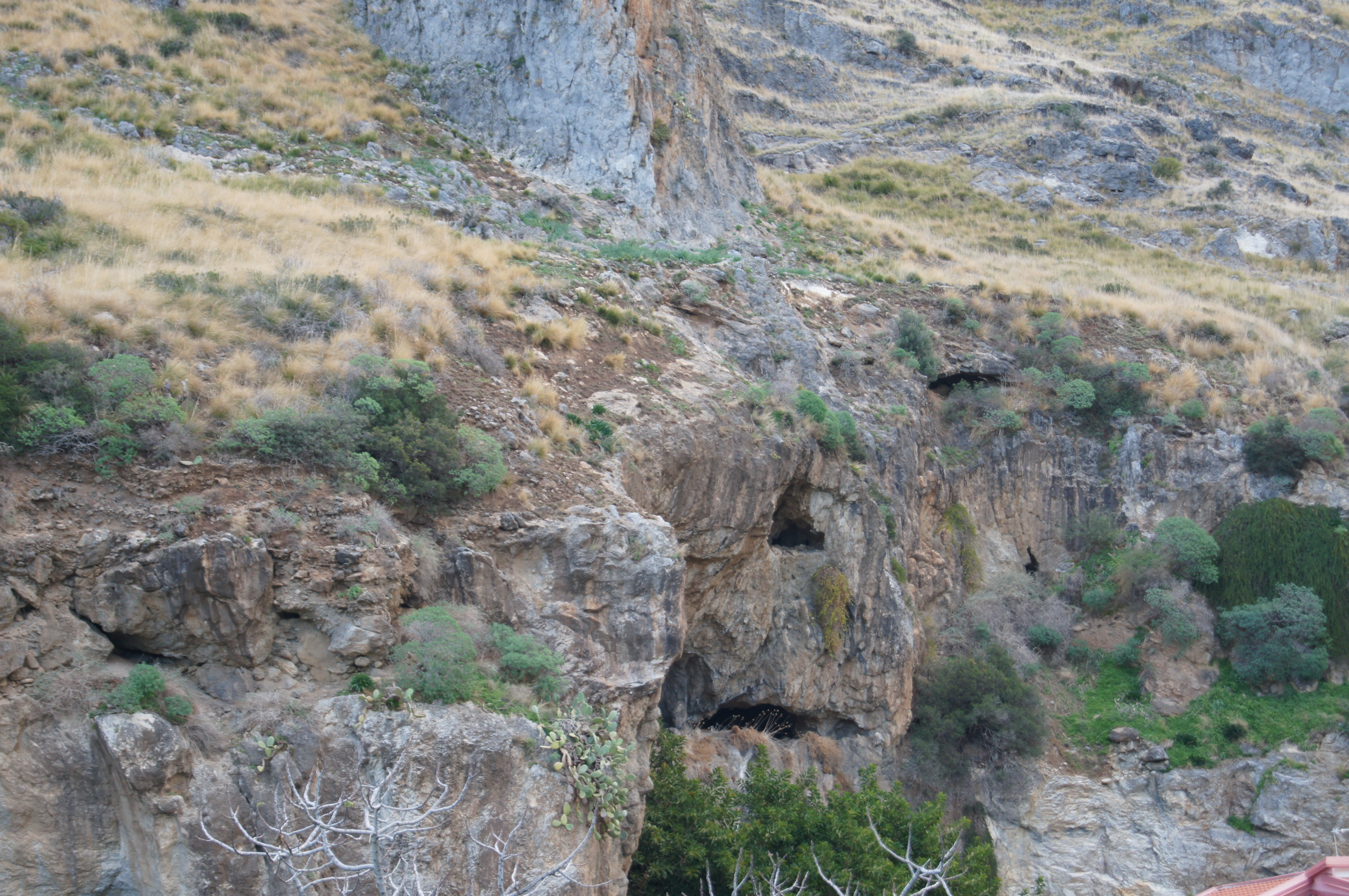
Grotten van Coreca
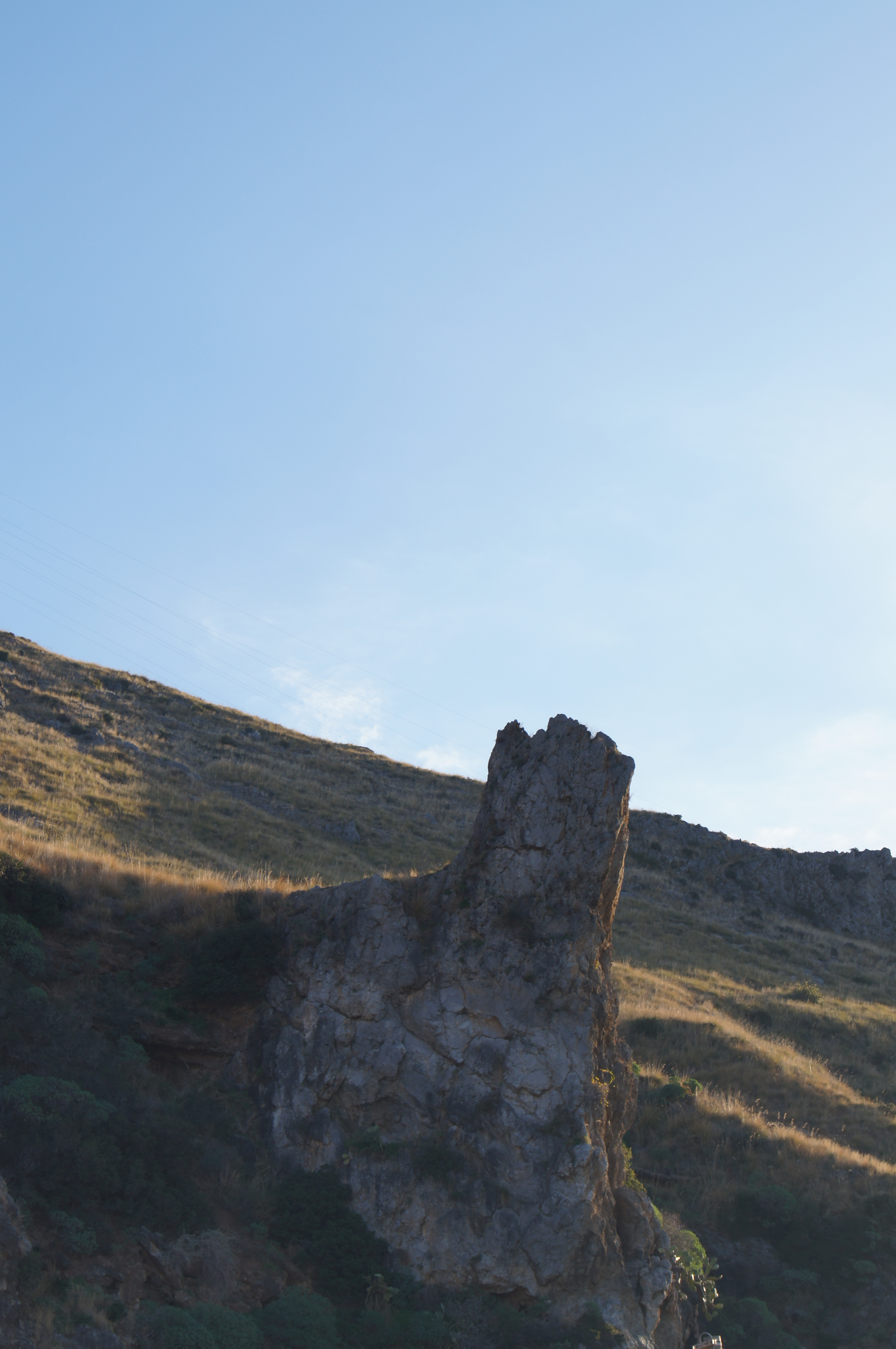
Salto da Zita (sprong van de bruid)